# Gänsehals
Der Gänsehals ist ein 575,3 m ü. NHN hoher Berg in der Hocheifel (Hohe Eifel). Er liegt bei Bell im rheinland-pfälzischen Landkreis Mayen-Koblenz. Auf ihm stehen der Alte Gänsehalsturm und der Gänsehalsturm.

## Geographie

### Lage
Der Gänsehals liegt etwa im Nordosten der Hocheifel. Sein Gipfel erhebt sich rund 2,3 km nordwestlich der Dorfkirche von Bell, 2 km ostnordöstlich jener von Rieden und 2,7 km (jeweils Luftlinie) südsüdwestlich jener von Wehr.

### Naturräumliche Zuordnung
Der Gänsehals gehört in der naturräumlichen Haupteinheitengruppe Osteifel (Nr. 27) in der Haupteinheit Östliche Hocheifel (271) zur Untereinheit Kempenicher Tuffhochfläche (271.1). Seine Ostflanke fällt in den Naturraum Ettringer Vulkankuppen (292.01) ab, der in der Haupteinheitengruppe Mittelrheingebiet (29) und in der Haupteinheit Unteres Mittelrheingebiet (291) zur Untereinheit Laacher Vulkane (292.0) zählt.

### Berghöhe
Die Berghöhe des Gänsehals wird meist mit rund 575 m angegeben, was sich auf die aus topographischen Karten in Gipfelnähe ersichtliche Höhenangabe von 575,3 m bezieht. Es werden aber auch rund 577 m genannt.

## Schutzgebiete, Flora, Landwirtschaft
Auf dem Gänsehals liegen Teile des Naturschutzgebiets Gänsehals, Schorenberg, Burgberg und Schmitzkopf (CDDA-Nr. 163196; 1983 ausgewiesen; 5,47 km² groß) und solche des Landschaftsschutzgebiets Rhein-Ahr-Eifel (CDDA-Nr. 323834; 1980; 925,86 km²). Der Berg ist größtenteils bewaldet. Auf seinen tieferen Lagen breiten sich landwirtschaftlich genutzte Flächen aus.

## Türme
Auf dem Gänsehals wurden 1844 in der gipfelnahen Flur Auf dem Sommerberg Reste eines durch mündliche Überlieferung bekannten Turms gefunden. Wann und durch wen er erbaut wurde, ist nicht geklärt. Aus Tuffquadersteinen des einstigen Turms wurde ein Teil der 1846 bis 1848 errichteten und heute noch bestehenden Friedhofsmauer in Bell gebaut.

### Alter Gänsehalsturm
In Gipfelnähe des Gänsehals steht ein Aussichtsturm, der 1889/90 vom Jagdverein Gänsehals errichtet wurde und 9,20 m hoch ist. An den Turm ist eine (ehemalige) Schutzhütte angebaut. Seit 1960 befinden sich Turm und Hütte in Privatbesitz, und daher sind sie nicht mehr öffentlich zugänglich. Von der Aussichtsplattform, die längst von den Baumkronen überragt ist, bot sich eine besonders in Richtung der Hügellandschaft Pellenz eindrucksvolle Aussicht.

### Gänsehalsturm
Etwa 50 m nordnordwestlich vom Berggipfel steht der (ab) 1976 erbaute Gänsehalsturm, ein 74 m hoher Richtfunkturm der RWE-Tochter Amprion, der auch als Aussichtsturm dient. Er wurde 1977 eingeweiht und ist, im Unterschied zu anderen RWE-Türmen, in Stahlbetonweise ausgeführt. Der auf etwa 570 m Höhe stehende Turm besitzt eine Aussichtsplattform, die sich unterschiedlichen Angaben zufolge auf 24 oder 25 m Turmhöhe befindet und knapp über den Baumkronen Rundumsicht in die Landschaft der Eifel bietet. Der Blick reicht aber auch bis zum Siebengebirge, Bergischen Land und Westerwald.

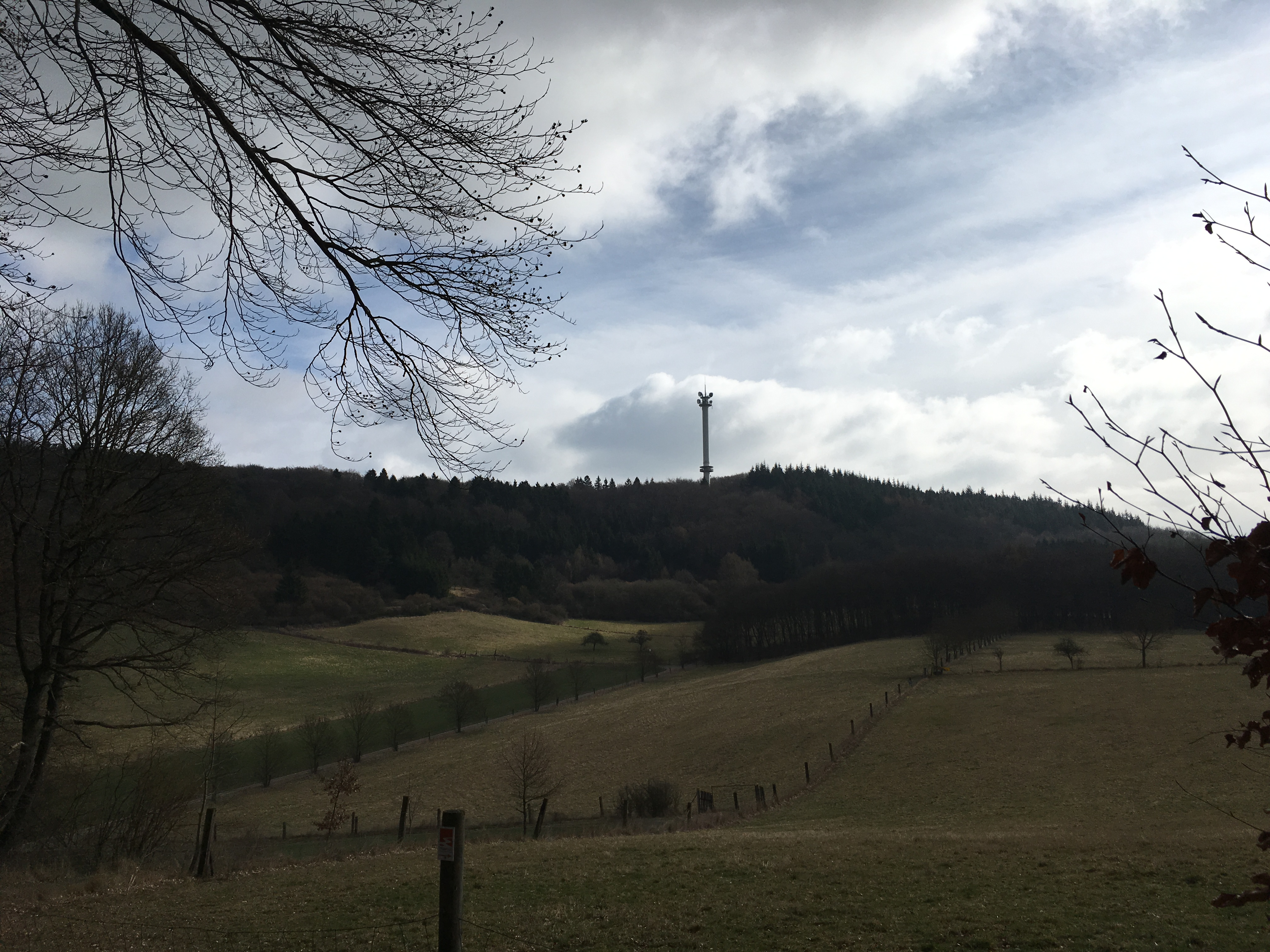
Gänsehals mit Richtfunkturm
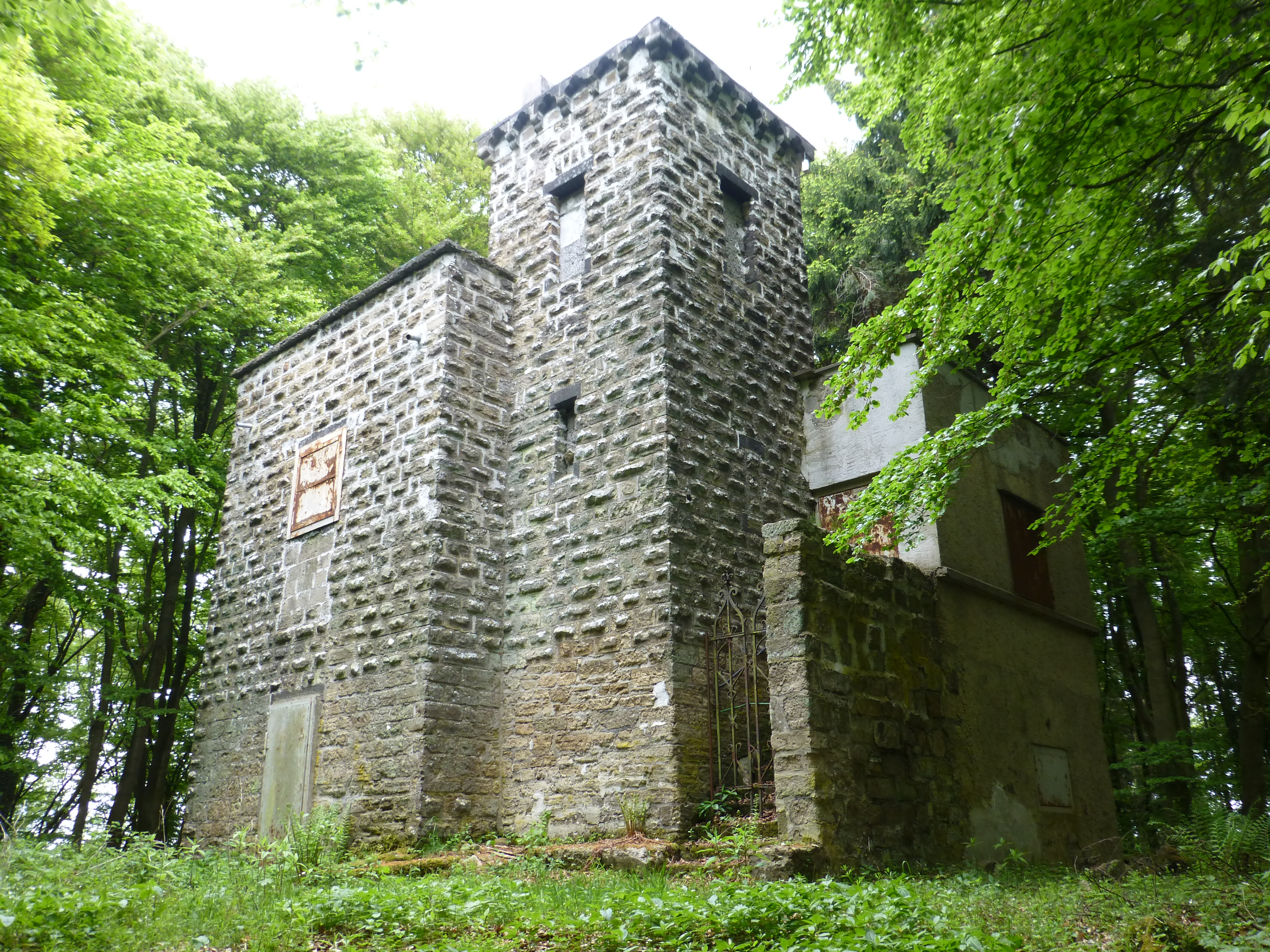
Alter Gänsehalsturm
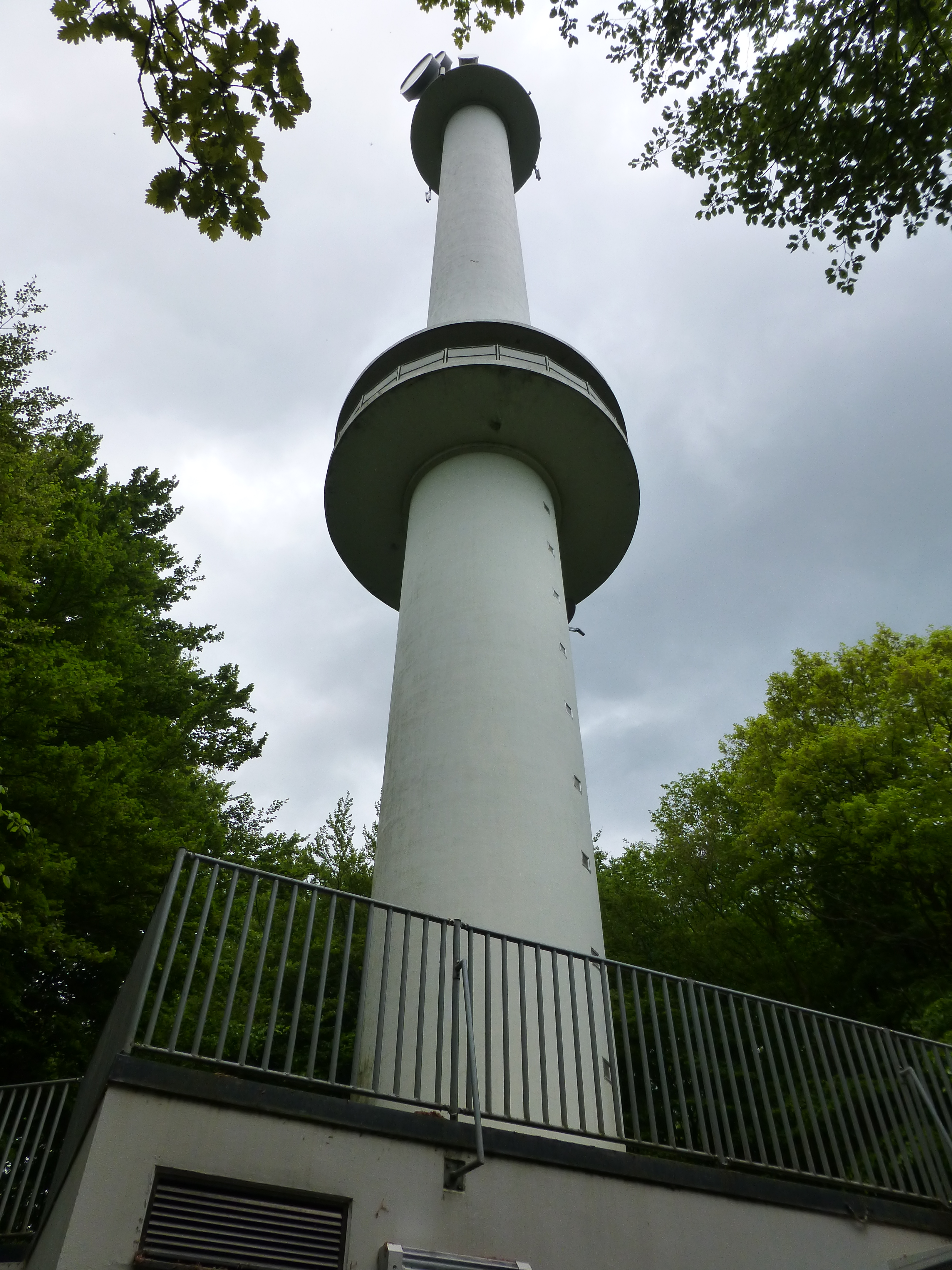
Neuer Gänsehalsturm mit Aussichtsplattform

## Geschichte
Der Gänsehals, der Ort einer Reihe eigenartiger Sagen und Geschichten ist, wird in alten Quellen auch Geissenberg oder Geisberg genannt.
Das durch Senken, Kuppen und Taleinschnitte reich gegliederte Gebiet am Gänsehals und dessen Umgebung weist viele Flurnamen auf : Am stumpfen Kreuz, Auf dem Sommerberg, Auf der Zwei, Boder, Carfinkental, Die Stiefel, Eselsmorgen, In der Diebeshöhle, In der Königsdelle, In der Stier, Kappiche Lay, Ober der Diebeshöhle, Nappertal, Paradies, Poterberg, Schänzchen, Scheibiger Büsch und Tiefenschelle; einige Silben dieser Namen lassen keltischen Ursprung vermuten.
Östlich über den Bergrücken des Gänsehals lief im Mittelalter eine Landwehr, ein Bauwerk zur Grenzbefestigung, dessen Graben und Wallreste an einigen Stellen noch sichtbar sind.

## Verkehr und Wandern
Etwa 2,5 km nordöstlich vom Gänsehals zweigt westlich des Laacher Sees von der Bundesautobahn 61 an der Anschlussstelle Wehr die Bundesstraße 412 ab, die etwas nördlich des Bergs ungefähr in Ost-West-Richtung nach Kempenich führt. Direkt westlich der Anschlussstelle verläuft auf einer Brücke über die B 412 die Landesstraße 82, die südwärts nach Bell führt. Von dieser Straße zweigt in Bell die Gänsehalsstraße ab, die nach Verlassen der Ortschaft als Fahrweg vorbei am Herreskreuz (mit Parkplatz nahe einer 401,9 m hoch liegenden Wegstelle) zum In der Stier befindlichen Parkplatz (nahe einer 515,8 m hoch liegenden Wegstelle) verläuft. Etwa 3,5 km westnordwestlich der Anschlussstelle Wehr führt die B 412 auf einer Brücke über die L 114 (Weibern–Wehr), von der etwas südwestlich der Brücke die Kreisstraße 64 (Landkreis Ahrweiler) abzweigt; Letztere führt als K 19 (Landkreis Mayen-Koblenz) westlich vorbei am Berg und etwa in Richtung Süden nach Rieden. Über den Berg verläuft der 14,2 km lange Waldseepfad Rieden (Traumpfad Riedener See).

## Trivia
Auf dem Gänsehals befinden sich mehrere Amateurfunk-Relaisstationen.